# Elise Rahn-Bärlocher
Elise Rahn-Bärlocher (* 15. Juli 1845 in St. Gallen; † 1. November 1925 in Zürich) war eine Schweizer Frauenrechtlerin.

## Leben
Rahn-Bärlocher war die Tochter des Kaufmanns Bartholome Bärlocher und der Anna Rosalie geborene Zellweger.
Bekannt wurde sie durch die Mitarbeit in verschiedenen kirchlichen und karitativen Vereinigungen. 1887 war sie Mitgründerin und bis 1907 Präsidentin des «Zürcher Frauenbunds zur Hebung der Sittlichkeit». 1888 beteiligte sie sich an der Petition und 1897 am Abstimmungskampf für die Abschaffung der Bordelle in Zürich. Sie war Mitgründerin von Rettungsheimen für sittlich gefährdete Mädchen und ledige Mütter.
Sie war verheiratet mit dem Bankier Ludwig Rahn.